# 글로리아 오페라단
글로리아오페라단은 오페라 공연을 중심으로 하여 대중속에 정착할 수 있는 폭 넓은 주활동 및 교류사업을 전개 함으로써 한국 오페라 보급 및 발전에 이바지할 목적으로 1999년 12월 20일 설립된 대한민국 문화체육관광부 소관의 사단법인이다. 사무실은 서울특별시 강남구 신사동 600-5 글로리아빌딩 4층 (우: 135-120)에 있다. 2012년 10월에 세빌리아 이발사 공연을 준비하고 있다.

## 주요 사업
- 정기공연
- 유능한 연주인의 발굴과 등용
- 연주인 국제교류
- 오페라 발전을 위한 조사연구